# Кромберк
Кромберк (словен. Kromberk) — поселення в общині Нова Гориця, Регіон Горишка, Словенія. Висота над рівнем моря: 135,4 м.